# خادم ندياي
سيرغني خادم ندياي (بالفرنسية: Khadim N'Diaye)‏ (مواليد 30 نوفمبر 1984 في داكار) هو لاعب كرة قدم سنغالي محترف، يلعب حاليًا مع النادي الغيني هورويا كحارس مرمى.

## روابط خارجية
- خادم ندياي على موقع الاتحاد الدولي (مؤرشف)  (الإنجليزية)
- خادم ندياي على موقع قاعدة بيانات كرة القدم.إي يو (الإنجليزية)
- خادم ندياي على موقع ليكيب (الفرنسية)
- خادم ندياي على موقع ناشيونال فوتبول تيمز (الإنجليزية)
- خادم ندياي على موقع Soccerway.com (الإنجليزية)
- خادم ندياي على موقع عالم كرة القدم.نت (الإنجليزية)
- خادم ندياي على موقع AS.com (الإسبانية)